# Voice (album de Mika Nakashima)
Pour les articles homonymes, voir Voice.
Albums de Mika Nakashima
Yes
(2007) Star
(2010)
Compilations par Mika Nakashima
No More Rules
(2009)
Singles
Voice est le 5e album studio de Mika Nakashima, ou son 9ealbum au total si l'on compte ses deux mini albums, sa compilation et son album en tant que Nana. Il est sorti sous le label Sony Music Associated Records le 26 novembre 2008 au Japon. Il atteint la 1re place du classement de l'Oricon. Il se vend à 155 502 exemplaires la première semaine, et reste classé 27 semaines, pour un total de 342 988 exemplaires vendus. Voice est son premier album à arriver à la 1re place du classement de l'Oricon, depuis Best en 2005. L'album a été certifié de Platine par RIAJ.

## Liste des titres
| 1.  | Life                                              | Ren Takayanagi, Heroism              | Junkoo               | 4:02 |
| 2.  | Sakura: Hanagasumi (Daishi Dance) (Sakura ~花霞~) | Mona, Hiroki Nagase                  | Hiroki Nagase        | 6:09 |
| 3.  | Focus                                             | Mika Nakashima                       | Akihisa Matsuura     | 4:40 |
| 4.  | Eien no Uta (永遠の詩)                            | Kazufumi Miyazawa                    | Sin                  | 5:45 |
| 5.  | Orion                                             | Rui Momota                           | Rui Momota           | 4:48 |
| 6.  | Anata ga Iru Kara (あなたがいるから)              | Haruna Yokota                        | Haruna Yokota        | 4:34 |
| 7.  | My Gentleman                                      | Mika Nakashima                       | Akihisa Matsuura     | 4:34 |
| 8.  | Trust Your Voice                                  | Mika Nakashima                       | Lensei               | 4:15 |
| 9.  | It's Too Late                                     | Mika Nakashima, Ayumi Miyazaki       | Lori Fine (Coldfeet) | 4:33 |
| 10. | I Don't Know                                      | Mika Nakashima, Lori Fine (Coldfeet) | Lori Fine (Coldfeet) | 4:39 |
| 11. | Shut Up                                           | Mika Nakashima, Lori Fine (Coldfeet) | Lori Fine (Coldfeet) | 3:53 |
| 12. | Confusion                                         | Mika Nakashima, Masato Odake         | Tomokazu Matsuzawa   | 3:29 |
| 13. | Flower of Time                                    | Masato Odake                         | Lensei               | 6:27 |
| 14. | Koe (声)                                          | Jun Shibata                          | Jun Shibata          | 5:42 |

| 1. | Life                               |  |
| 2. | Eien no Uta (永遠の詩)             |  |
| 3. | Sakura: Hanagasumi (Sakura ~花霞~) |  |
| 4. | I Don't Know                       |  |
| 5. | Orion                              |  |
| 6. | Focus                              |  |